# Chavéria
Chavéria é uma comuna francesa na região administrativa de Borgonha-Franco-Condado, no departamento de Jura. Estende-se por uma área de 10,22 km². Em 2010 a comuna tinha 235 habitantes (densidade: 23 hab./km²).